# Senckenberg Museum
Senckenberg Museum er et stort naturhistorisk museum i Frankfurt am Main og et af de vigtigste naturhistoriske museer i Europa.